# Silvia Calzón Fernández
Silvia Calzón Fernández, née le 3 juin 1975 à Séville, est une médecin épidémiologiste et femme politique espagnole membre du Parti socialiste ouvrier espagnol (PSOE).
Elle est secrétaire d'État la Santé entre le 6 août 2020 et le 29 novembre 2023.

## Biographie

### Formation et profession
Silvia Calzón suit des études de premier cycle universitaire au l'université de Séville dont elle sort diplômée en médecine et spécialisée en médecine préventive et Santé publique. Elle décroche son doctorat à l'université de Grenade, au sein du département d'Économie appliquée, après avoir soutenu une thèse consacrée à « l'impact de la crise économique et du chômage sur la santé ». Elle obtient la mention très honorable avec félicitations du jury (sobresaliente cum laude).
Elle complète sa formation par deux masters : le premier ayant trait à la Santé publique et à la Gestion sanitaire obtenu à l'École andalouse de Santé publique et le second étant dédié à l'Économie de la santé et du médicament qu'elle obtient en 2008 à l'université Pompeu Fabra. Elle publie régulièrement des articles d'étude sur les inégalités sociales dans le domaine de la santé et participe à des conférences aussi bien sur le plan national qu'international,.

### Élue locale puis régionale
Militante des Jeunesses socialistes puis du Parti socialiste ouvrier espagnol, elle est incluse sur la liste présentée par le parti à l'occasion des élections municipales de juin 1999 à Utrera dans la province de Séville. Élue conseillère municipale, elle est désignée adjointe au maire déléguée à la Jeunesse et aux Festivités à 24 ans. Réélue au conseil lors des élections de mai 2003, elle devient vice-porte-parole du groupe des élus socialistes. En octobre suivant, elle est élue secrétaire générale de la section socialiste d'Utrera. Elle est investie tête de liste lors des élections municipales de mai 2007. Avec 8 895 voix et un score de 37,94 %, elle remporte huit mandats de conseillers mais siège dans l'opposition au Parti andalou (PA) qui détient la majorité absolue des sièges du conseil.
Dans la perspective des élections andalouses de mars 2004, elle est investie en 12e position sur la liste présentée par le PSOE-A dans la circonscription de Séville. Les socialistes n'ayant remporté que 11 sièges sur les 18 à pourvoir, Silvia Calzón n'est pas élue. Elle fait néanmoins son entrée au Parlement d'Andalousie moins de deux mois après l'ouverture de la législature, en mai 2004, en raison de la démission de José Antonio Viera, nommé délégué du gouvernement en Andalousie par le président du gouvernement José Luis Rodríguez Zapatero. Membre des commissions de la Santé et de l'Égalité et du Bien-être social, elle intègre la commission du Tourisme, du Commerce et du Sport en tant que secrétaire. Elle est choisie comme vice-présidente de cette dernière en février 2005 et reste en poste jusqu'à la fin de la mandature.

### Passage par l'administration et retour dans le médical
Non candidate à un nouveau mandat parlementaire lors des élections suivantes de mars 2008, Silvia Calzón est nommée directrice générale à la Justice des mineurs par Evangelina Naranjo, conseillère à la Justice et à l'Administration publique du dernier gouvernement de Manuel Chaves, en septembre de la même année,,. Elle démissionne alors de son mandat de conseillère municipale, incompatible avec ses nouvelles responsabilités. Elle est relevée de ses fonctions administratives en mai 2009 après la nomination du premier gouvernement de José Antonio Griñán et le remplacement d'Evangelina Naranjo par Begoña Álvarez.
À nouveau élue conseillère municipale d'Utrera lors du scrutin local de mai 2011, elle devient professeure de section du module de pharmaco-économie au sein du master en Sécurité des médicaments dispensé à l'université de Séville entre 2010 et 2014. Elle réintègre le Service andalou de Santé (SAS) en octobre 2013 en tant qu'épidémiologiste du circuit des premiers soins du district sanitaire de Malaga-Valle de Guadalhorce. Elle démissionne une nouvelle fois de son mandat le 6 février 2015 pour « motifs personnels ». Sa nomination comme directrice gérante de la zone de gestion sanitaire Sud de Cordoue est annoncée quelques jours plus tard. La Junte d'Andalousie souligne alors que le choix de Silvia Calzón « suppose de continuer à miser sur l'excellence professionnelle au sein du SAS en donnant du poids aux professionnels médicaux dans la gestion sanitaire ». En juillet 2017, elle est mutée sur le même poste au sein de la zone de gestion sanitaire du Sud de Séville qui regroupe près de 4 000 travailleurs et dessert 400 000 citoyens,,.
Après l'alternance politique au gouvernement de la Junte d'Andalousie et la nomination du gouvernement de coalition entre le Parti populaire et Ciudadanos, Silvia Calzón est relevée de ses fonctions et affectée aux hôpitaux universitaires Virgen del Rocío de Séville comme épidémiologiste.

### Secrétaire d'État à la Santé
Par un décret royal publié au Bulletin officiel de l'État le 3 août 2020, le président du gouvernement espagnol Pedro Sánchez modifie la structure du ministère de la Santé, dirigé par le socialiste catalan Salvador Illa, afin de renforcer le noyau décisionnel de celui-ci et le rendre plus transparent en recréant l'ancien secrétariat d'État à la Santé. Ce nouvel organe est également censé permettre une meilleure coordination avec les communautés autonomes — qui disposent des compétences décentralisées en matière de santé — et ainsi contrôler au mieux les possibles nouveaux foyers d'infection induits par la pandémie de Covid-19 en Espagne. Ce renforcement de la structure du ministère permet également à celui-ci d'affermir sa présence au sein de la commission générale des secrétaires d'État et sous-secrétaires chargée de préparer les décisions et sujets proposés au conseil des ministres. Le lendemain, le conseil des ministres procède à la nomination de Silvia Calzón comme nouvelle secrétaire d'État à la Santé, devenant « numéro deux » du ministère. Calzón dispose alors de l'appui des quatre directions générales auparavant situées sous la dépendance du secrétariat général de la Santé, dont le titulaire, Faustino Blanco, est relevé de ses fonctions. Calzón prend ses fonctions le 6 août suivant.